# 蘇琰 (弘治進士)
蘇琰（1465年—？），字廷珎，直隶保定府雄县人，军籍，明朝政治人物。

## 生平
弘治十一年（1498年）戊午科順天府鄉試第一百二十九名舉人。弘治十二年（1499年）中式己未科會試第二百三十五名，三甲第一百五十二名進士。官知府，正德九年（1514年）正月考察以不謹闲住。

## 家族
曾祖蘇福顺；祖蘇景；父蘇經。母张氏。重庆下。弟蘇琫、蘇琥。